# Luke Benward
Luke Aaron Benward (sinh ngày 12/5/1995) là một diễn viên điện ảnh, diễn viên lồng tiếng và diễn viên Mỹ được biết đến nhiều nhất với vai chính Billy Forrester trong How to Eat Fried Worms và vai Charlie Tuttle trong bộ phim năm 2008 Disney Channel Original Movie, Minutemen. Anh cũng thủ vai "Nicky" trong Mostly Ghostly: Who Let the Ghosts Out? và thủ vai Stevie Dewberry trong phim Because of Winn-Dixie. Lúc lên 7, cậu đóng video âm nhạc của Martina McBride cho Concrete Angel".

## Thời trẻ
Benward sinh ở Franklin, Tennessee, là con trai của Kenda (nhũ danh Wilkerson) và cha là Aaron Benward. Cha của anh chơi trong bộ đôi nhạc đồng quê Blue County, mẹ anh làm nghệ sĩ bán thời gian, người mẫu, huấn luyện viên diễn xuất, ông của anh là một nghệ sĩ Contemporary Christian Jeoffrey Benward. Anh có hai em gái.

## Các phim đã tham gia
| Năm  | Tên phim                                | Vai                                    | Ghi chú                                            |
| ---- | --------------------------------------- | -------------------------------------- | -------------------------------------------------- |
| 2002 | We Were Soldiers                        | David Moore                            |                                                    |
| 2002 | Family Affair                           | Jody Davis                             | TV series; 2 pilot episodes                        |
| 2002 | "Concrete Angel"                        | Boy                                    | Music video by Martina McBride                     |
| 2005 | Because of Winn-Dixie                   | Steven "Stevie" Dewberry               | Co-starred                                         |
| 2006 | How to Eat Fried Worms                  | William "Billy" Forrester ("Worm Boy") | Vai chính                                          |
| 2008 | Minutemen                               | Charles "Charlie" Tuttle               | Vai chính                                          |
| 2008 | Dog Gone                                | Owen                                   | Vai chính                                          |
| 2008 | Mostly Ghostly: Who Let the Ghosts Out? | Nicholas "Nikki" Roland                | Vai chính                                          |
| 2010 | Dear John                               | Alan at 15                             |                                                    |
| 2012 | Madison High                            | Devin Daniels                          | Vai chính, Upcoming Disney Channel Original Series |
| 2012 | 16 South                                | Daniel Champion                        | Vai chính                                          |